# قلعه‌چه (مینودشت)
قلعه‌چه (مینودشت)، روستایی از توابع بخش مرکزی شهرستان مینودشت در استان گلستان ایران است.

## جمعیت
این روستا در دهستان چهل‌چای قرار دارد و براساس سرشماری مرکز آمار ایران در سال ۱۳۸۵، جمعیت آن ۷۸ نفر (۲۳خانوار) بوده‌است.